# Spencer Jarnagin
Spencer Jarnagin (Grainger megye, 1792 – Memphis, 1853. június 25. vagy 1851. június 25.) az Amerikai Egyesült Államok szenátora (Tennessee, 1843–1847).